# Brillo
Brillo è un singolo del rapper italiano Vegas Jones con featuring dei rapper Gemitaiz e MadMan, pubblicato il 2 ottobre 2018.

## Classifiche
| Classifica (2018) | Posizione massima |
| ----------------- | ----------------- |
| Italia            | 15                |